# Commissario tecnico
Il commissario tecnico, spesso abbreviato con l'acronimo CT, è l'allenatore di una squadra sportiva nazionale, ed è normalmente designato dalla federazione di riferimento della disciplina praticata dalla squadra.

## Ruolo
A differenza dell'allenatore di una squadra sportiva di club, il commissario tecnico di una nazionale non ha gli atleti sempre a sua disposizione, ma li convoca e li allena solamente in occasione degli specifici eventi sportivi a cui la nazionale deve prendere parte; il suo compito, pertanto, non si limita all'allenamento degli atleti, ma comprende anche la loro selezione.

## Definizione
La denominazione è dovuta al fatto che, ai suoi albori, la nazionale italiana di calcio era guidata da una "commissione tecnica" di cui facevano parte allenatori e talvolta persino giornalisti, anziché da una singola persona.
Il commissario tecnico, occasionalmente, è detto anche «commissario unico» o «selezionatore».

## Altri usi
Il commissario tecnico rappresenta la qualifica di ingresso nei ruoli dei funzionari tecnici della Polizia di Stato e del Corpo di Polizia Penitenziaria; viene ricoperta da coloro i quali frequentano corsi della scuola superiore di polizia.
La denominazione di commissario tecnico è stata stabilita dal D.P.R. 24 aprile 1982, n. 335, a seguito di una modificazione dello stesso che, al posto dell'attuale denominazione, recava quella di «direttore tecnico» per la qualifica di commissario tecnico e di «direttore tecnico principale» per la qualifica di commissario capo tecnico.